# Eremodorea haplopsara
Eremodorea haplopsara là một loài bướm đêm trong họ Geometridae.